# Cyrtodactylus jarujini
Cyrtodactylus jarujini este o specie de șopârle din genul Cyrtodactylus, familia Gekkonidae, ordinul Squamata, descrisă de Ulber 1993.
Este endemică în Thailand. Conform Catalogue of Life specia Cyrtodactylus jarujini nu are subspecii cunoscute.